# Liste der Bodendenkmäler in Dietersburg
Auf dieser Seite sind die Bodendenkmäler in der niederbayerischen Gemeinde Dietersburg zusammengestellt. Diese Tabelle ist eine Teilliste der Liste der Bodendenkmäler in Bayern. Grundlage ist die Bayerische Denkmalliste, die auf Basis des Bayerischen Denkmalschutzgesetzes vom 1. Oktober 1973 erstmals erstellt wurde und seither durch das Bayerische Landesamt für Denkmalpflege geführt wird. Die folgenden Angaben ersetzen nicht die rechtsverbindliche Auskunft der Denkmalschutzbehörde.

## Bodendenkmäler in Dietersburg
| Lage       | Objekt | Akten-Nr.     | Bild |
| ---------- | --- | ------------- | ---- |
| (Standort) | Grabhügel vorgeschichtlicher Zeitstellung, daraus Funde der mittleren Bronzezeit und der Hallstattzeit. | D-2-7443-0025 |      |
| (Standort) | Schürfgrubenfeld vor- und frühgeschichtlicher Zeitstellung. | D-2-7443-0026 |      |
| (Standort) | Siedlung des Neolithikums (u. a. Linearbandkeramik, Münchshöfener und Altheimer Gruppe) und der Latènezeit sowie verebnete Viereckschanze der späten Latènezeit.                                                              | D-2-7443-0028 |      |
| (Standort) | Siedlung vor- und frühgeschichtlicher Zeitstellung. | D-2-7443-0029 |      |
| (Standort) | Verebneter Grabhügel mit Kreisgraben vorgeschichtlicher Zeitstellung. | D-2-7443-0030 |      |
| (Standort) | Siedlung des Altneolithikums (Linearbandkeramik) und Siedlung mit Grabenwerk des Jungneolithikums (Münchshöfener Kultur). | D-2-7443-0032 |      |
| (Standort) | Siedlung vor- und frühgeschichtlicher Zeitstellung. | D-2-7443-0033 |      |
| (Standort) | Siedlung der Latènezeit. | D-2-7443-0085 |      |
| (Standort) | Untertägige mittelalterliche und frühneuzeitliche Befunde und Funde im Bereich der katholischen Filialkirche St. Georg in Sankt Georgen.                                                                                      | D-2-7443-0130 |      |
| (Standort) | Untertägige spätmittelalterliche und frühneuzeitliche Befunde und Funde im Bereich der katholischen Filial- und Wallfahrtskirche Hl. Blut von Eitting und ihres Vorgängerbaus.                                                | D-2-7443-0147 |      |
| (Standort) | Untertägige mittelalterliche und frühneuzeitliche Befunde und Funde im Bereich der katholischen Nebenkirche St. Nikolaus in Weinberg.                                                                                         | D-2-7443-0148 |      |
| (Standort) | Untertägige mittelalterliche und frühneuzeitliche Befunde und Funde im Bereich des ehemaligen Hofmarkschlosses von Peterskirchen sowie Materialbruchgruben einer Steinzeugtöpferei der frühen und späten Neuzeit.             | D-2-7444-0033 |      |
| (Standort) | Untertägige mittelalterliche und frühneuzeitliche Befunde und Funde im Bereich der katholischen Pfarrkirche St. Petrus und Paulus in Peterskirchen und ihrer Vorgängerbauten.                                                 | D-2-7444-0050 |      |
| (Standort) | Untertägige mittelalterliche und frühneuzeitliche Befunde im Bereich des Schlosses Baumgarten mit der katholischen Schlosskirche St. Bartolomäus und ihrer mittelalterlichen Vorgängerbauten sowie der barocken Gartenanlage. | D-2-7543-0003 |      |
| (Standort) | Turmhügel des späten Mittelalters und der frühen Neuzeit mit teilweise abgegangenem Wirtschaftshof („Sitz Höhenberg“). | D-2-7543-0006 |      |
| (Standort) | Burgstall des hohen Mittelalters und Adelssitz der frühen Neuzeit („Sitz Nöham“). | D-2-7543-0007 |      |
| (Standort) | Untertägige mittelalterliche und frühneuzeitliche Befunde und Funde im Bereich der katholischen Pfarrkirche Mariä Himmelfahrt in Dietersburg und ihrer Vorgängerbauten sowie vermutlich Burgstall des hohen Mittelalters.     | D-2-7543-0042 |      |
| (Standort) | Untertägige mittelalterliche und frühneuzeitliche Befunde und Funde im Bereich der katholischen Wallfahrtskirche Mariä Himmelfahrt in Wald und ihrer hochmittelalterlichen Vorgängerbauten.                                   | D-2-7543-0077 |      |
| (Standort) | Untertägige spätmittelalterliche und frühneuzeitliche Befunde und Funde im Bereich der katholischen Pfarrkirche St. Nikolaus in Nöham und ihrer mittelalterlichen Vorgängerbauten bzw. älteren Bauphasen.                     | D-2-7543-0103 |      |
| (Standort) | Siedlung vor- und frühgeschichtlicher Zeitstellung. | D-2-7543-0128 |      |